# كاثرين إم. فالينتي
كاثرين إم. فالينتي (بالإنجليزية: Catherynne M. Valente)‏‏ (5 مايو 1979 في سياتل - ) شاعرة، وروائية، وكاتِبة، وناقدة أدبية، وكاتبة خيال علمي من الولايات المتحدة.

## الجوائز
- جائزة لامدا الأدبية
- جائزة أذرويز [الإنجليزية]‏[11]

## روابط خارجية
- كاثرين إم. فالينتي على موقع ميوزك برينز (الإنجليزية)